# بالوفو كانييندا
بالوفو كانييندا (بالفرنسية: Balufu Bakupa-Kanyinda)‏ من مواليد الثلاثين من تشرين الثاني/أكتوبر 1957، هو مخرج أفلام من جمهورية الكونغو الديمقراطية.

## الحياة المُبكّرة والتعليم
وُلد بالوفو باكوبا كانييندا في الثلاثين من تشرين الأول/أكتوبر 1957 في كينشاسا. درس علم الاجتماع والتاريخ والفلسفة في بروكسل عاصمة بلجيكا. تلقى دروسًا في صناعة الأفلام في فرنسا والمملكة المتحدة والولايات المتحدة. عمل مدربًا في المركز الثقافي الفرنسي في لوبومباشي في الفترة الممتدة من 1979 إلى 1981، ثمّ قدم عام 1991 فيلمه الوثائقي الأول عشرةُ آلاف سنةٍ من السينما (بالفرنسية: Dix mille ans de cinéma)‏ ثمّ أصدر بعد سنتينِ فيلمًا وثائقيًا ثانيًا عن توماس سانكارا، أما أول فيلمٍ روائي له فصدر تحت عنوان لو دامييه - بابا ناسيونال أوي (بالفرنسية: Le Damier - Papa national oyé!)‏ عام 1996.

## المسيرة المهنيّة
كان بالوفو عضوًا في مجلس إدارة الأفلام القصيرة في سي إن سي (بالفرنسية: CNC)‏ في فرنسا من عام 1999 إلى 2001، ثمّ حصل على عضويةٍ في التلفزيون العام الدولي في كيب تاون بجنوب إفريقيا عام 2000، وعضوًا كذلك في برنامج اليونسكو للتلفزيونات في الجنوب بين عامي 2000 و2003. دُعي بالوفو باكوبا كانييندا وهو الكاتب والشاعر فضلًا عن كونهِ مخرج أفلامٍ لإلقاءِ محاضرةٍ في جامعة نيويورك عام 2006 كما ألقى محاضرةً أخرى في حرم جامعةِ نيويورك في أكرا بغانا.
ظهر بالوفو – وهو عضوٌ مؤسسٌ في نقابة صانعي الأفلام والمنتجين الأفارقة – في عام 2015 في فيلمِ الجمال في الأفلام (بالفرنسية: La Belle at the Movies)‏ وهو فيلم وثائقي لسيسيليا زوبوليتو حول تاريخ واختفاء السينما الكونغولية، وقال بالوفو خلالهُ إنه كان يعملُ على إنشاء مدرسةٍ للسينما والعمل على إرسال مشاركات إلى المهرجانات السينمائية الدولية، وأضاف: «السينما فنٌّ مهمٌ: إنها فنُّ إخبار العالم عن نفسك.»

## الجوائز
حصل فيلم لو دامييه - بابا ناسيونال أوي على جوائز مهمة على غِرار جائزة وكالة الفرانكفونية (بالفرنسية: Agence de la Francophonie)‏ في المهرجان الأفريقي للسينما والتلفزيون في واغادوغو عام 1997 ببوركينا فاسو وجائزة ريل بلاك تايلنت (بالإنجليزية: Reel Black Talent)‏ في تورنتو بكندا عام 1997، فضلًا عن الجائزة الكبرى في مهرجان فيلوربان في فرنسا عام 1997 وجائزة الجودة من سي إن سي في فرنسا عام 1998 والعديد من الجوائز في المهرجان السينمائي الفرنكوفوني الدولي في نامور عام 1998، بينما حاز فيلمه المادة 15 (بالفرنسية: Article 15 bis)‏ الذي صدر عام 1999 على تنويه لجنة التحكيم في المهرجان السينمائي في كليرمون فيران بفرنسا، كما حصل الفيلمُ على تنويه لجنة التحكيم في مهرجان السينما الفرنكوفوني الدولي في نامور بلجيكا عام 2000 والميدالية البرونزية في الجولات السينمائية بقرطاج في تونس عام 2000 أيضًا وكذا تنويه لجنة التحكيم في مهرجان زيمبابوي السينمائي الدولي في هراري بدولة زيمبابوي عام 2004.

## الحياة الشخصية
وُلد بالوفو كانييدا في الثلاثين من تشرين الأول/أكتوبر 1957. بعد أن درس في بروكسل وباريس وأمريكا، أصبح مخرج أفلامٍ مشهور فتزوّج وأنجب أربعة أبناء هم جويل وديفيد وآرثر وأوسكار وابنةٌ تُدعى آن. يعيشُ حاليًا بين بلجيكا وجمهورية الكونغو الديمقراطية ولكن بسبب طبيعةِ عمله فهو كثير السفر.

## قائمة أعماله
هذه قائمةٌ بأعمال بالوفو كانييندا:
| السنة | العنوان                        | العنوان الأصليّ                 | ملاحظات                                                              |
| ----- | ------------------------------ | ------------------------------ | -------------------------------------------------------------------- |
| 1991  | عشرة آلاف سنةٍ من السينما       | Dix mille ans de cinéma        | فيلم وثائقي قصير مدته 13 دقيقة صدر في فرنسا                          |
| 1993  | توماس سانكارا                  | Thomas Sankara                 | فيلم وثائقي مدته 26 دقيقة؛ عُرض على القناة الرابعة في المملكة المتحدة |
| 1996  | لو دامييه - بابا ناسيونال أوي! | Le Damier – Papa national oyé! | فيلم خيال مدته 40 دقيقة                                              |
| 1999  | بونجو ليبر ...                 | Bongo libre…                   | فيلم وثائقي مدته 26 دقيقة                                            |
| 1999  | وات                            | Watt                           | فيلم خيال مدته 19 دقيقة                                              |
| 1999  | بالانغوا نزيمبو                | Balangwa Nzembo                | فيلم وثائقي مدته 52 دقيقة                                            |
| 2002  | أفرو ديجيتال                   | Afro@Digital                   | فيلم وثائقي                                                          |
| 2002  | المادة 15                      | Article 15 bis                 | فيلم روائي مدته 15 دقيقة                                             |
| 2007  | مصنع جوجو                      | Juju Factory                   | فيلم درامي                                                           |
| 2009  | نحن أيضًا مشينا على القمر       | We Too Walked on the Moon      | فيلم دراما قصير مدته 16 دقيقة                                        |